# Batillus (супертанкер)
Batillus — танкер класса ULCC (Ultra Large Crude Carrier), построенный в 1976 году на верфи Chantiers de l'Atlantique в городе Сен-Назер для компании Royal Dutch Shell. французского подразделения компании Shell Oil. Является головным судном серии из четырёх судов: Batillus, Bellamya, Pierre Guillaumat и Prairial. По своим размерам Batillus считается самым большим спроектированным танкером в мире, так как Knock Nevis (бывший Jahre Viking, Happy Giant и Seawise Giant) изначально был заложен с меньшим дедвейтом, а его размеры увеличивались вследствие последующей перестройки.

## История
Контракт на постройку ULCC Batillus был подписан 6 апреля 1971 года, первый лист металла был привезён в январе 1975 (всего на строительство было затрачено около 70 000 тонн металла). Проектирование судна началось в эпоху нефтяного кризиса, вызванного Войной судного дня, повлёкшей за собой рост цен на нефть и сокращение её поставок в развитые страны. Однако строительство началось уже после окончания кризиса, и острая необходимость в подобных судах отпала. В связи с этим руководство Shell серьёзно рассматривало вопрос об отмене заказа на постройку танкера. Однако ввиду того, что такая отмена повлекла бы за собой тяжёлые финансовые и социальные последствия для завода, было принято решение о продолжении строительства.
Строительство танкера было окончено в 1976 году, одновременно с новым терминалом в нефтехранилище Антифер, вблизи города Гавр, одним из немногих в мире, способных принимать суда класса Batillus. В общей сложности, судно выполнило 25 рейсов, из них 24 между Персидским заливом и северной Европой и один между северной Европой и островом Кюрасао.
Хотя с 1977 по 1980 год Batillus выполнял в среднем пять рейсов в год, что считалось нормальным режимом работы, от него требовалось больше, чем два рейса в 1982 году и три в 1983. С начала ноября 1982 года по июнь 1983 года судно находилось в Персидском заливе в ожидании загрузки. С 22 августа 1983 года по 8 ноября 1985 года Batillus простаивал в порту Вестнес, в Норвегии. 17 октября 1985 года руководство Royal Dutch Shell приняло решение о продаже судна на слом, по цене 8 000 000 $. Свой последний рейс танкер выполнил из норвежского порта Вестнес в Тайваньский порт Гаосюн, куда он прибыл 28 ноября 1985 года, где и был порезан на слом.

## Технические характеристики
Максимальная длина судна — 414,22 метра, максимальная ширина — 63,01 метра, осадка — 28,5 метра, дедвейт — 553 662 тонны, водоизмещение — 663000 тонн. Силовая установка судна представлена четырьмя паровыми турбинами «Stal Laval», передающих вращение на два пятилопастных гребных винта диаметром 8,5 метров. Судно развивало скорость 16 узлов, при суточном расходе топлива 335,5 тонн, при этом автономность плавания составляла 42 дня.
Груз перевозился в 40 танках общим объёмом 677 300 м³, разделённых на независимые центральные и боковые цистерны. Данная конфигурация позволяла перевозить сразу несколько сортов нефти, а также снижала опасность загрязнения окружающей среды в случае аварии. Согласно мировым стандартам того времени, максимальный объём бортовых танков не мог превышать 17 000 м³ и 9 000 м³ для носовых. Для перекачки нефти на судне было предусмотрено четыре насоса общей подачей 24 000 м³ в час.